# Comtat d'Amiens
El comtat d'Amiens fou una divisió feudal de França que va restar unida a Valois i Vexin. El comte Gauthier III que s'havia apoderat del vescomtat de Corbins, del qual el fill Ermenfred havia mort i no tenia hereus mascles, el va cedir en usdefruit a Enguerrand I de Coucy però a la mort d'aquest el 1116, va tornar l'any següent als hereus de la filla d'Ermenfred, Hildegarda, i va restar unit a Valois i després també a Vermandois fins que el 1214 va passar a la corona.

## Llista de comtes

### Casa de Vexin
abans de 895-919: Ermenfred d'Amiens, comte d'Amiens, de Vexin i de Valois
915-926: Raül I d'Ostrevant († 926), comte d'Amiens, de Vexin i de Valois 
casat a Hildegarda, probablement filla d'Ermenfred
926-941: Raül II, comte d'Amiens, de Vexin i de Valois, fill
casat amb Lietgarda
941-944: Eudes de Vermandois, comte d'Amiens per usurpació, fill d'Heribert II de Vermandois, expulsat el 944
944-945: Herluí († 945), comte de Montreuil
945-després de 992: Gualter I, comte d'Amiens, de Vexin i de Valois, probablement germà de Raül II
casat amb Adela, probablement filla de Folc II d'Anjou
abans de 998-després de 1017: Gualter II, comte d'Amiens, de Vexin i de Valois, fill
casat a Adela
abans de 1024-1035: Dreux, comte d'Amiens i de Vexin, fill
casat a Godfifu, filla d'Etelred II de Wessex
1035-1063: Gualter III, comte d'Amiens, de Vexin i del Maine, fill 
casat a Biota del Maine
1063-1074: Raül IV, comte de Valois, després de Vexin i d'Amiens, cosí (fill de Raul III, comte de Valois, fill al seu torn de Gualter II)
casat en primeres noces a Adela de Bar-sur-Aube o de Boves
casat en segones noces amb Haquenez
casat en terceres noces amb Anna de Kíev
1074-1077: Simó († 1080), comte de Valois, després de Vexin i d'Amiens, fill (amb la primera dona)
El 1077, Simó es va fer monjo just quan s'anava a casar. Valois va passar al seu cunyat Heribert IV de Vermandois (marit d'una germana), Amiens fou reunit a la corona francesa i Vexin repartit entre el duc de Normandia i el rei de França.

### Casa de Boves
1085-1116: Enguerrand de Boves o de Coucy (vers 1042 - 1116) reconegut comte d'Amiens (en el vescomtat de Corbins) pel dret de la seva àvia Adela de Boves, esposa de Raül IV.
1116-1118: Tomàs de Marle (1078 - 1130), fill d'Enguerrand de Boves. Aquesta part del comtat fou confiscat pel rei Lluís VI de França; després de ser posseït per l'antiga nissaga va ser incorporat a la corona el 1214.

### Casa de Vermandois
1118: Adelaida de Vermandois i Renald II de Clermont. Adelaida de Vermandois (vers 1062 † 1122), filla d'Heribert IV de Vermandois i d'Adela o Alix de Crespy, derivava el seu dret de la mare, que era filla de Raül IV i germana de Simó. El seu marit Renald II de Clermont va agafar tanmateix el títol per dret uxori però Adelaida va cedir el comtat a la seva filla 

### Casa de Clermont-en-Beauvaisis
1118-1146: Margarida de Clermont, filla d'Adelaida i Renald II
casada amb Carles de Dinamarca comte de Flandes (+1127)
casada en segones noces amb Hug II de Saint-Pol (+1131)
casada en terceres noces amb Balduí d'Encre (que no hauria portat el títol)

### Segona casa de Boves
1146-? : Beatriu de Saint Pol, filla d'Hugues II de Saint-Pol i de Margarida de Clermont
casada amb Robert de Boves (? - 1191), senyor de Boves, fill de Tomàs de Marle

### Casa de Vermandois
- Vers 1146 i fins a 1152: Raül I de Vermandois (Raül V d'Amiens i Valois). Va recuperar part o tot el comtat després del 1146 i l'hauria cedit a la seva filla (1152).[1]
- Raül II de Vermandois (Raül VI d'Amiens i Valois), afectat per la lepra el 1163, vers el 1167 va deixar pas a la seva germana.
- 1152-1183 Isabel de Vermandois, filla de Raül I

casada el 1156 amb Felip d'Alsàcia (+1185). Va conservar el feu de la seva esposa per cessió del rei de França el 1179, rebutjant els drets d'Eleonor de Vermandois, germana d'Isabel però el 1185 fou forçat a cedir a aquesta darrera la part del comtat i la major part del de Vermandois i Valois per pressió del rei Felip II August, que havia negociat una futura cessió al seu favor dels drets d'Eleonor.
- 1185-1214 Eleonor de Vermandois, va cedir els seus drets a la corona francesa el 1214 i es va retirar a un convent.